# Eldorado (Ohio)
Eldorado és una població dels Estats Units a l'estat d'Ohio. Segons el cens del 2000 tenia 543 habitants.

## Demografia
Segons el cens del 2000, Eldorado tenia 543 habitants, 212 habitatges, i 156 famílies. La densitat de població era de 911,5 habitants per km².
Dels 212 habitatges en un 38,2% hi vivien nens de menys de 18 anys, en un 61,3% hi vivien parelles casades, en un 7,5% dones solteres, i en un 26,4% no eren unitats familiars. En el 24,1% dels habitatges hi vivien persones soles el 12,3% de les quals corresponia a persones de 65 anys o més que vivien soles. El nombre mitjà de persones vivint en cada habitatge era de 2,56 i el nombre mitjà de persones que vivien en cada família era de 2,99.
Per edats la població es repartia de la següent manera: un 28,2% tenia menys de 18 anys, un 7% entre 18 i 24, un 31,5% entre 25 i 44, un 23,8% de 45 a 60 i un 9,6% 65 anys o més.
L'edat mediana era de 35 anys. Per cada 100 dones de 18 o més anys hi havia 89,3 homes.
La renda mediana per habitatge era de 42.396 $ i la renda mediana per família de 45.694 $. Els homes tenien una renda mediana de 32.813 $ mentre que les dones 23.750 $. La renda per capita de la població era de 17.259 $. Aproximadament el 0,6% de les famílies i el 2,3% de la població estaven per davall del llindar de pobresa.

## Poblacions més properes
El següent diagrama mostra les poblacions més properes.